# Adam Bomb
Adam Bomb (Adam Brenner, 1963) es un guitarrista y vocalista estadounidense que ha trabajado con una gran cantidad de bandas y solistas de Hard Rock.

## Primeros años
En 1979, cuando Adam Bomb tenía 16 años, empezó una banda de versiones llamada Tyrant junto al vocalista Geoff Tate (Queensryche). Después se unió a la agrupación TKO, con los que grabó el disco In Your Face. En 1980, Bomb audicionó para la banda Kiss. Voló a Los Ángeles y grabó tres canciones con dicha banda, sin embargo al final no fue escogido. Luego, se mudó a la ciudad de Hollywood y compartió apartamento con Jeffrey Isbelle, más conocido como Izzy Stradlin (Guns n' Roses). Bomb se hizo amigo del guitarrista Tommy Thayer, músico de la agrupación Black N' Blue (ahora guitarrista de KISS), el cual le sugirió iniciar un proyecto con su propio nombre, Adam Bomb. En 1983, Adam grabó su primer demo con el productor Rick Keefer. También tocó dos conciertos con Steeler en reemplazo del virtuoso Yngwie Malmsteen. Al año siguiente terminó la grabación de su primer álbum, Fatal Attraction, el cual logró moderado éxito, especialmente con la canción I want my Heavy Metal.

## The Adam Bomb Band
En 1984, Bomb firmó un contrato con Leber Krebs y se trasladó a Nueva York para iniciar una banda con el baterista de Billy Idol Gregg Gerson, el bajista de Riot Phil Feit, y el guitarrista de Aerosmith Jimmy Crespo. Luego, la banda viajó a Los Ángeles, donde tocaron algunos conciertos abriendo para las bandas Armored Saint y Metallica.
En los años siguientes, Adam Bomb participó de muchos proyectos de bandas y solistas, algunos de ellos serían Chuck Berry, Johnny Thunders y Steve Stevens, y grabó una buena cantidad de discos.

## Alineación
Adam Brenner – Voz, guitarra (1981–presente)
Konrad Kozzy – Bajo (2019-presente) 
Raph Mitchell – Batería (2018)
Leonard Cakolli - Batería (2019-presente)
Michel Hoth Palmerin - Batería (2021-presente)

### Miembros anteriores
- Jimmy Crespo – Guitarra (1984–1985) (Aerosmith, Billy Squier),
- Stevie Klasson – Guitarra (1988–1989) (Johnny Thunders)
- Kurtis Schefter – Guitarra (1988)(Allanah Myles)
- Alan St. John – Teclados (1996–1998) (Alice Cooper)
- Kenny Aaronson – Bajo (1996–1998) (Dust, Rick Derringer, Joan Jett)
- Steve Stevens – Guitarra (1989-1990-) (Billy Idol, Atomic Playboys, Vince Neil)
- Danny Steiner – Batería (1990–) (Album Drummer)
- Bobby Chouinard – Batería (1987–1997) (Billy Squier, Alice Cooper, Gary Moore)
- Carlos Gutiérrez – Batería (1988) (Ketch, LIPZ)
- Sandy Slavin – Batería (1985–1986) (Riot, Ace Frehley)
- Gregg Gerson – Batería (1984–1985, 1986–1987) (Billy Idol, Mayday, Sven Gali)
- Phil Feit – Bajo (1984–1987) (Riot, Billy Idol)
- Amy Madden – Bajo (1987–1990) (Jon Paris)
- Jeff Consi – Batería (1999–2000) (Nuno Bettencourt)
- Dennis Marcotte – Bajo ( 1999–2002 )
- Thommy Price – Batería (Atomic Playboys, Billy Idol, Joan Jett)
- Kiki Tornado – Batería (2003–2004) (Sex Museum)
- Gorka Alegre – Bajo (2000–2006) (Baron Rojo)  (2000 a 2006)
- Luigi Pellegrino – Batería (Armed Venus)(Tour 2006)
- Marco "DaVinci" Chiocchetti – Batería (2007–2008) (Motorcity Brags, The Beat Holes)
- Craig "Wookie" McGhee – Batería (2008–2009)
- Bobby "Mad Dog" Reynolds – Batería (2003, 2006.2007 2009 2012, 2013 )
- Folkert Beukers – Batería (2009–2010, 2014 to present)
- Paul Del Bello – Bajo (2006–2012, 2014) (Steven Adler, Dobermann)
- Kamel Gadelfi – Bajo (2012–2013)
- Violet Cannibal – Batería (2010–2012)
- Yoann Blond – Batería (2012) (Fells Division)

### Discografía

#### Estudio
- 1984 – Fatal Attraction
- 1989 – Pure S.E.X.
- 1993 – Grave New World
- 1999 – Get Animal
- 2000 – Get Animal 2
- 2001 – New York Times
- 2003 – Third World Roar
- 2004 – Acoustica
- 2005 – Rock Like Fuck
- 2009 – Crazy Motherfucker
- 2012 – Rock On, Rock Hard, Rock Animal

#### Compilados
- 2004 – Bone Yard

### Con TKO
- 1981 – In Your Face

### ConBlack N' Blue
- 1985 – Without Love

### Con Steel Pulse
- 1988 – State of Emergency

### ConJohn Paul Jones
- 2003 – The Thunderthief

### ConMichael Monroe
- 2002 – Take Them And Break Them
- 2003 – Whatcha Want
- 2008 – Pirates of the Baltic Sea